# Arthroleptis zimmeri
Arthroleptis zimmeri (Ahl, 1925) è un anfibio anuro, appartenente alla famiglia degli Artroleptidi.

## Etimologia
L'epiteto specifico è stato dato in onore dello zoologo tedesco Carl Wilhelm Erich Zimmer.

## Distribuzione e habitat
È endemica del Ghana. Si trova nelle vicinanze di Accra.